# Château de Fayenbois
Le château de Fayenbois parfois orthographié Fayembois (en wallon : Fayin-Bwès) est un château de la ville belge de Liège (section de Jupille-sur-Meuse). 

## Histoire
En 1297, le clergé de Liège est propriétaire du terrain. Le 18 novembre 1619, Ferdinand de Bavière, prince-évêque de Liège engage les seigneuries de Jupille, Bellaire, et Queue-du-Bois à Guillaume Fayn, Fayin ou Fayen, de retour de Rome. Un château y est construit dès 1625 dans le style mosan par son premier propriétaire, Guillaume Fayen qui donnera son nom à l'édifice et au quartier. Ce château réalisé dans un style assez ressemblant au palais Curtius terminé une vingtaine d'années plus tôt est implanté non loin de l'ancienne voie qui reliait Liège à Aix-la-Chapelle. Une ferme domaniale est aussi érigée. Au cours des siècles, le château et la ferme deviennent la propriété de quelques familles de notables : Nivolara (1681), Balthasar (1713), van der Heyden de Bilsa (1726), de Rosen (1732), de Thiriart (1818), de la Roussellière (1838), de Rohan-Chabot, Sépulchre. En 1936, la famille Sépulchre transmet le château et la partie non boisée du parc à l'évêché de Liège, lequel l'affectera à l'ASBL « Vacances et Loisirs ». En 1971, le toit du château s'est en partie effondré. En 1972, la commune de Jupille acquiert la bâtisse en ruine au prix d'un million de francs belges. En 1977, à la suite de la fusion des communes, le château devient propriété de la ville de Liège dans un état de délabrement avancé. Le château est restauré de 1993 à 2000 par la ville à l'initiative de l'association Promotion des Aînés.

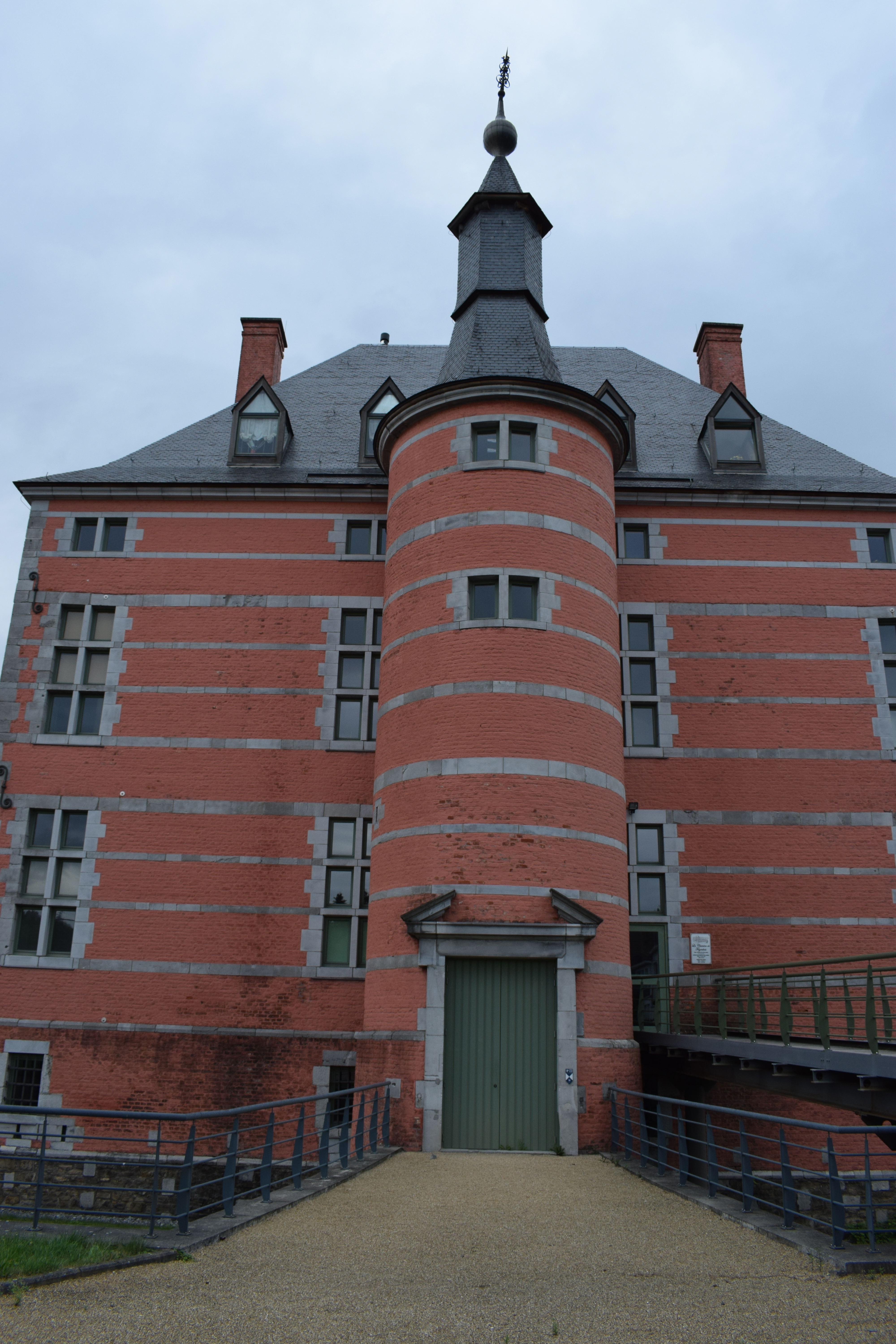

## Description
Le seul bâtiment encore existant est le corps de logis seigneurial appelé le château. Les façades sont construites en brique et bandeaux, encadrements des baies et harpes d'angles en pierre calcaire. Le château, d'une base rectangulaire d'environ 22,5 m sur 13,5 m., était entouré de douves qui furent comblées dans les années 1960. Le centre de la façade avant est flanqué d'une grande tour ronde de la même hauteur que le reste du bâtiment. La restauration de la fin du XXe siècle a permis la restitution des hautes baies à croisée, à traverse et à meneau. La toiture à croupes et coyaux recouverte d'ardoises qui avait complètement disparu a été remise à neuf en respectant le style initial.

## Classement
Le château et le domaine sont classés comme monument le 29 mars 1968 et comme site le 21 décembre 1977.

## Activités
Aujourd'hui, le château de Fayenbois abrite une maison de repos appelée  La Clairière de Fayenbois qui occupe aussi trois ailes basses autour du château.
Le domaine de Fayenbois est un espace vert public comprenant des zones boisées.

### Sources et liens externes
- routeyou.com : Le château de Fayembois
- Sonuma.be Le château de Fayenbois (1968)
- Domaine de Fayenbois